# Niccolò Campriani
Niccolò Campriani (ur. 6 listopada 1987 r.) – włoski strzelec sportowy, dwukrotny medalista olimpijski z Londynu i dwukrotny mistrz olimpijski z Rio de Janeiro.
Specjalizuje się w strzelaniu karabinowym. Zawody w 2012 roku były jego drugimi igrzyskami olimpijskimi - debiutował w Pekinie. W Londynie triumfował w trzech postawach i zajął drugie miejsce w rywalizacji w karabinie pneumatycznym (10 m), wyprzedził go Rumun Alin Moldoveanu. W drugiej z tych konkurencji Włoch został indywidualnym mistrzem świata w 2010 roku, sięgnął również po brąz w drużynie. Na igrzyskach w Rio de Janeiro zdobył dwa złote medale w tych konkurencjach.
Ma również w dorobku medale mistrzostw Europy, uniwersjady oraz igrzysk śródziemnomorskich.

## Igrzyska olimpijskie
| Igrzyska | Miejscowość    | Konkurencja                                 | Kwalifikacje | Kwalifikacje | Finał                  | Finał                  |
| Igrzyska | Miejscowość    | Konkurencja                                 | Wynik        | Pozycja      | Wynik                  | Pozycja                |
| -------- | -------------- | ------------------------------------------- | ------------ | ------------ | ---------------------- | ---------------------- |
| IO 2008  | Pekin          | Karabin pneumatyczny, 10 m                  | 594          | 12.          | Nie zakwalifikował się | Nie zakwalifikował się |
| IO 2008  | Pekin          | Karabin małokalibrowy, pozycja leżąca, 50 m | 588          | 38.          | Nie zakwalifikował się | Nie zakwalifikował się |
| IO 2008  | Pekin          | Karabin małokalibrowy, trzy pozycje, 50 m   | 1153         | 39.          | Nie zakwalifikował się | Nie zakwalifikował się |
| IO 2012  | Londyn         | Karabin pneumatyczny, 10 m                  | 599          | 1. Q         | 701,5                  | srebro                 |
| IO 2012  | Londyn         | Karabin małokalibrowy, pozycja leżąca, 50 m | 595          | 6. Q         | 697,6                  | 8.                     |
| IO 2012  | Londyn         | Karabin małokalibrowy, trzy pozycje, 50 m   | 1180         | 1. Q         | 1278,5                 | złoto                  |
| IO 2016  | Rio de Janeiro | Karabin pneumatyczny, 10 m                  | 630,2        | 1. Q         | 206,1                  | złoto                  |
| IO 2016  | Rio de Janeiro | Karabin małokalibrowy, pozycja leżąca, 50 m | 625,3        | 6. Q         | 102,8                  | 7.                     |
| IO 2016  | Rio de Janeiro | Karabin małokalibrowy, trzy pozycje, 50 m   | 1174         | 8. Q         | 458,8                  | złoto                  |